# 청춘의 윤리
"청춘의 윤리"는 1960년 공개된 대한민국의 영화이다.

## 배역
- 김진규 : 성호 역
- 최은희 : 현주 역
- 최무룡 : 영득 역
- 김지미
- 엄앵란
- 도금봉
- 전영선
- 김승호
- 주선태